# 1127

سنة 1127 كانت سنة بسيطة تبدأ يوم السبت حسب التقويم اليولياني.

## مواليد
- ابن الدهان الموصلي فقيه سني شافعي
- هنري الأول، كونت شامبانيا

## وفيات
- آفا فون جوتفايج
- فوشيه الشارتري